# Bodensee-Forschungen
Die Bodensee-Forschungen sind eine Schriftenreihe zur Naturkunde des Bodensees. Sie erschienen zwischen 1893 und 1902 in 9 Abschnitten als Beihefte zu den Schriften des Vereins für Geschichte des Bodensees und seiner Umgebung und dokumentieren die Ergebnisse der ersten umfassenden naturwissenschaftlichen Erforschung des Bodensees, die 1886 vom Grafen Eberhard von Zeppelin angeregt worden war.

## Geschichte
Der Schweizer Naturforscher François-Alphonse Forel veröffentlichte von 1869 an eine Reihe von Studien über den Genfersee, mit denen er die Limnologie als eigenständige Wissenschaft begründete. Der geschichts- und naturkundige Konstanzer Hotelier Graf Eberhard von Zeppelin las Forels Schriften und kam zur Einschätzung, dass der Bodensee vergleichbarer Untersuchungen bedürfte. 1885 regte er bei der württembergischen Regierung die genaue Vermessung und Kartierung des Bodensees an, die im folgenden Jahr von den Vertretern aller fünf an den See grenzenden Staaten – nämlich der Österreichisch-Ungarischen Monarchie, der Königreiche Bayern und Württemberg, des Großherzogtums Baden und der Schweizerischen Eidgenossenschaft – beschlossen wurde. Das Ergebnis ist die vom Eidgenössischen Topographischen Bureau erstellte Bodenseekarte von 1895. Begleitend dazu fand eine naturwissenschaftliche Erfassung des Sees statt, die Graf Eberhard von Zeppelin koordinierte. Für die Veröffentlichung der Ergebnisse bot Zeppelin die Schriften des Vereins für Geschichte des Bodensees und seiner Umgebung an, dessen Präsident er von 1892 an war. Zeppelin beteiligte sich an der Forschung und übersetzte die Beiträge Forels ins Deutsche.

## Inhalt
Die Bodensee-Forschungen erschienen zwischen 1893 und 1902 in 9 Abschnitten, von denen 3 noch weiter unterteilt oder mit Anhängen versehen sind. Sie blieben unvollständig, da zwei vorgesehene Abschnitte zur Geologie und zur Wirtschaftsgeographie nicht zum Abschluss kamen. Veröffentlicht wurden die folgenden Abschnitte über (1.) die geographischen Verhältnisse des Bodensees, (2.) die bisherige kartographische Erfassung, (3.) die Hydrographie (Gestalt des Ufers und des Seebodens), (4.) die Wassertemperatur, (5.) die Transparenz und Farbe des Wassers, (6.) die Schwankungen des Wasserstandes durch die Schaukelbewegungen der Wasseroberfläche (Seiches), (7.) Wasser- und Bodenproben, (9.) die Vegetation, (10.) die Tierwelt:
- Graf Eberhard von Zeppelin: Vorwort. In: Schriften des Vereins für Geschichte des Bodensees und seiner Umgebung. Band 22, 1893, Anh. S. III–IV. (Digitalisat)
- Graf Eberhard von Zeppelin: 1. Abschnitt: Geographische Verhältnisse des Bodensees. In: Schriften des Vereins für Geschichte des Bodensees und seiner Umgebung. Band 22, 1893, Anh. S. 5–20. (Digitalisat)
- Graf Eberhard von Zeppelin: 2. Abschnitt: Ältere und neuere Bodensee-Forschungen und -Karten mit Einschluss der Arbeiten der für die Herstellung der neuen Bodenseekarte und die wissenschaftliche Erforschung des Sees von den fünf Ufer-Staaten eingesetzten Kommissionen. In: Schriften des Vereins für Geschichte des Bodensees und seiner Umgebung. Band 22, 1893, Anh. S. 21–45. (Digitalisat)
- Robert Reber: Triangulation für die Bodenseekarte. Anhang [1] zum 2. Abschnitt, in: Schriften des Vereins für Geschichte des Bodensees und seiner Umgebung, Band 22, 1893, S. 46–49, 1 Karte. (Digitalisat)
- Jakob Hörnlimann: Die Tiefenmessungen und das Kartenmaterial für die Herstellung der neuen Bodensee-Karte. Anhang [2] zum 2. Abschnitt, in: Schriften des Vereins für Geschichte des Bodensees und seiner Umgebung, Band 22, 1893, S. 50–57, 1 Abb. (Digitalisat)
- Graf Eberhard von Zeppelin: 3. Abschnitt: Die hydrographischen Verhältnisse des Bodensees. In: Schriften des Vereins für Geschichte des Bodensees und seiner Umgebung. Band 22, 1893, Anh. S. 59–103, 1 Karte, 1 Taf. (Digitalisat)
- François-Alphonse Forel: [4. Abschnitt:] Die Temperatur-Verhältnisse des Bodensees. In: Schriften des Vereins für Geschichte des Bodensees und seiner Umgebung. Band 22, 1893, Anh. S. 1–30, 2 Taf. (Digitalisat)
- François-Alphonse Forel: [5. Abschnitt:] Transparenz und Farbe des Bodensee-Wassers. In: Schriften des Vereins für Geschichte des Bodensees und seiner Umgebung. Band 22, 1893, Anh. S. 31–46, 1 Taf. (Digitalisat)
- François-Alphonse Forel: [6. Abschnitt:] Die Schwankungen des Bodensees. In: Schriften des Vereins für Geschichte des Bodensees und seiner Umgebung. Band 22, 1893, Anh. S. 47–77, 1 Taf. (Digitalisat)
- Hermann Bauer, Hermann Vogel: 7. Abschnitt: Untersuchungen von Wasser- und Grundproben aus dem Bodensee [Teil 1]: Mitteilungen über die Untersuchung von Wassern und Grundproben aus dem Bodensee. In: Schriften des Vereins für Geschichte des Bodensees und seiner Umgebung. Band 23, 1894, Anh. S. 5–10. (Digitalisat)
- Conrad von John: 7. Abschnitt: Untersuchungen von Wasser- und Grundproben aus dem Bodensee [Teil 2]: Bericht über die Untersuchung der Bodensee-Grundproben. In: Schriften des Vereins für Geschichte des Bodensees und seiner Umgebung. Band 23, 1894, Anh. S. 11–14. (Digitalisat)
- Bruno Hofer: 10. Abschnitt: Die Verbreitung der Tierwelt im Bodensee nebst vergleichenden Untersuchungen in einigen andern Süßwasserbecken. In: Schriften des Vereins für Geschichte des Bodensees und seiner Umgebung. Band 28, 1899, Anh. S. 1–66. (Digitalisat)
- Carl Schröter, Otto Kirchner: 9. Abschnitt [Teil 1]: Die Vegetation des Bodensees. In: Schriften des Vereins für Geschichte des Bodensees und seiner Umgebung. Band 25, 1896, Anh. S. I–IV, 1–119. (Digitalisat)
- Carl Schröter: 9. Abschnitt [Teil 2]: Die Vegetation des Bodensees, enthaltend die Characeen, Moose und Gefässpflanzen. In: Schriften des Vereins für Geschichte des Bodensees und seiner Umgebung. Band 31, 1902, Anh. S. I–VIII, 1–86. (Digitalisat)